# Antonia García Valls
Antonia García Valls (Vall de Uxó, Castellón, 4 de julio de 1966) es una maestra y política española.
Licenciada en Derecho por la Universidad de Valencia, ha sido profesora de Enseñanza Secundaria. En el ámbito político, es Concejal del Ayuntamiento de la Vall de Uxó desde 1999 por el Partido Socialista del País Valenciano (PSPV-PSOE), donde ha sido Teniente de Alcalde y concejal Delegada del área de Igualdad desde 2003 a 2007. Además de ocupar cargos de rango comarcal dentro del PSPV en la provincia de Castellón, fue diputada al Congreso, elegida en las elecciones de 2004 y 2008.